# Monumento aos Descobridores
O Monumento aos Descobridores ou Coluna do 400.º Aniversário (em espanhol: Monumento a los descubridores ou Columna del IV Centenario) é uma peça de arte pública em Palos de la Frontera, Espanha. É dedicado aos "descobridores" das Américas.

## História e descrição
Em 1892, Ricardo Velázquez Bosco foi encarregado de erguer um monumento a Colombo e aos exploradores das Américas num terreno que antes pertencia à Casa de Alba, próximo ao convento de La Rábida. 
O monumento foi inaugurado em 12 de outubro de 1892, o dia que marcou o 400.º aniversário da chegada de Cristóvão Colombo às Américas.
O projeto original consistia num pedestal hexagonal com vários corpos, que servia como base de uma coluna, encimado por um globo terrestre. 
O monumento foi restaurado por Luis Feduchi de 1963 a 1967, alterando substancialmente a obra original. 
Na virada do século 21, o monumento estava em péssimo estado de conservação. Foi declarado bien de interés cultural em 2008.
Uma nova restauração, com o objectivo de consolidar o monumento com a instalação de um núcleo de betão armado, recuperando também elementos da obra original, como um orbe terrestre ou uma coroa, ocorreu na década de 2010. As obras terminaram em 2014 e o monumento, com 54,90 metros de altura incluindo os elementos recuperados, foi reinaugurado em 31 de julho de 2014. Três cabeças esculpidas enterradas de nativos americanos (supostamente representando as civilizações asteca, maia e taíno) parte do monumento original foram descobertas em 2011 durante a desmontagem da coluna.